# Chumrogi-Brücke
Die Chumrogi-Brücke (englisch Vanj Bridge) ist eine Straßenbrücke über den Pandsch zwischen Afghanistan und Tadschikistan bei Chumrogi. Sie verbindet den Bezirk Wantsch (englisch Vanj) der tadschikischen Provinz Berg-Badachschan und den Distrikt Darvaz der afghanischen Provinz Badachschan. Die Brücke steht etwa 3 km oberhalb der Einmündung des Wantsch. Sie soll die Erschließung des bisher kaum zugänglichen Nordens von Badachschan verbessern.
Die 216 m lange Hängebrücke mit 135 m Spannweite und 3,5 m Breite kann von Fußgängern und von Kfz bis zu 30 t Gewicht benutzt werden.
Sie war die vierte von bisher fünf Brücken über den Pandsch, deren Bau durch das Aga Khan Development Network veranlasst und finanziert wurden. Sie wurde am 6. Juli 2004 von Tadschikistans Präsident Emomalij Rahmon und hochrangigen Vertretern der beiden Länder sowie der AKDN eröffnet.
Zu dem Brückenprojekt, das US$ 2,6 Mio. kostete, gehört auch ein mit Mitteln der KfW gebauter kleiner, jeden Samstag geöffneter Markt auf tadschikischer Seite, zu dem die afghanischen Händler ohne Visum Zugang haben und mit dem die Versorgung der Bevölkerung auf beiden Seiten des Flusses verbessert werden soll.